# Tristan Keuris
Tristan Keuris (* 3. Oktober 1946 in Amersfoort; † 15. Dezember 1996 in Amsterdam) war ein niederländischer Komponist.

## Leben
Keuris erhielt ersten Unterricht in Komposition und Musiktheorie bei Jan van Vlijmen an der Musikschule in Amersfoort. 1962 begann er ein Studium im Fach Komposition am Konservatorium Utrecht bei Ton de Leeuw. Sodann betätigte er sich als Dozent für Musiktheorie am Konservatorium in Groningen, später auch für Komposition am Konservatorium Hilversum und in Utrecht.

## Werke

### Werke für Orchester
- 1967 Quartett (Kwartett)
- 1969 Choral music I
- 1971 Konzert für Alt-Saxophon und Orchester
- 1974 Sinfonia  für diese Komposition erhielt er 1976 den Matthijs-Vermeulen-Preis
- 1975 Serenade für Oboe und Orchester
- 1980 Konzert für Piano und Orchester
- 1981 Movements
- 1984 Konzert für Violine und Orchester
- 1986 Konzert für Saxophon-Quartett und Orchester
- 1987 Symphonic Transformations
- 1988 Catena
- 1989 Three sonnets für Alt-Saxophon und Orchester
- 1991 Antologia
- 1992 Doppelkonzert für 2 Violoncelli und Orchester
- 1993 Konzert für Orgel und Orchester
- 1994 Three Preludes
- 1995 Symphonie in D
- 1995 Konzert für Violine und Orchester Nr. 2
- 1995 Arcade

### Werke für Blasorchester
- 1988 Catena

### Kammermusikwerke
- 1968 Play für Klarinette und Piano
- 1976 Fantasia für Flöte
- 1976 Capriccio für 12 Bläser und Kontrabass

### Vokalmusik
- 1988 To Brooklyn bridge Chor und Ensemble
- 1990 Three Michelangelo Songs für Mezzosopran und Orchester
- 1990 L'infinito Vokale Solisten und Ensemble
- 1993 Laudi für Mezzosopran, Bariton, zwei Chöre und Orchester